# 朝日站 (北海道)
朝日站（日语：／ Asahi eki */?）曾經是一個位於北海道岩見澤市朝日町的日本國有鐵道（國鐵）萬字線鐵路車站（廢站）。電報略號為アヒ。伴隨萬字線的廢線於1985年（昭和60年）4月1日廢站。

## 相鄰車站
日本國有鐵道
萬字線
上志文－朝日－美流渡